# Grewia schmitzii
Grewia schmitzii là một loài thực vật có hoa trong họ Cẩm quỳ. Loài này được R.Wilczek mô tả khoa học đầu tiên năm 1963.